# Такада Сідзуо
Сідзуо Такада (яп. 高田静夫, 5 серпня 1947, Неріма, Токіо) — японський футболіст та футбольний арбітр. Як гравець виступав на позиції півзахисника та захисника. Як арбітр став першим японським арбітром, що відсудив матч на чемпіонаті, це відбулось на турнірі 1986 року. Гісаюкі Такада, який обіймав посаду генерального секретаря Японської футбольної асоціації та Національної федерації середньої фізичної культури, є його братом.

## Кар'єра
Народився в Токіо, район Неріма. У початковій школі грав у бейсбол, але згодом вступив до футбольного гуртка під впливом брата.
Закінчивши середню школу, він вступив на факультет фізичної культури Токійського університету освіти (нині — Цукубський університет). Після закінчення навчання він приєднався до футбольного клубу «Йоміурі». За цей клуб Сідзуо у 1972 році взяв участь у 9 іграх у Другому дивізіоні Японської футбольної ліги (JSL) і забив 2 голи.
В кінці сезону 1972 року він покинув футбол і працював у магазині спортивного інвентарю, який був його сімейним бізнесом. У 1973 році вирішив стати арбітром на запрошення Масатосі Нагасіми, міжнародного арбітра, який теж був випускником Токійського університету освіти.
У 1976 році він став арбітром другої категорії, а в грудні 1980 року — першої. У липні 1984 року Такада отримав статус арбітра ФІФА. Це дозволило японцю обслуговувати міжнародні матчі, дебютним з яких стала гра відбору на Кубок Азії 1984 року, яка відбулась у вересні того ж року між збірними Китаю та Йорданії.
1985 року Такада був арбітром фіналу Кубка Японії, а наступного 1986 року став першим представником Японії, що відсудив матч чемпіонату світу, яким виявилась гра групового етапу між Іспанією та Алжиром (3:0). Також у двох матчах на тому турнірі був боковим арбітром. У фіналі Кубка імператора сім разів був арбітром, а також відсудив 62 матчі у Першому дивізіоні Японської футбольної ліги.
Він був головним арбітром двох матчів на Кубку африканських націй 1990 року, що відбувся в березні 1990 року. Крім того, він був арбітром матчу між Югославією та ОАЕ на чемпіонаті світу з футболу 1990 року, який відбувся в тому ж році. Ще 3 матчі на тому турнірі він відпрацював у статусі лінійного арбітра і 3 матчі у статусі резервного (четвертого) арбітра.
Коли в 1993 році була заснована японська професіональна Джей-ліга, Такада увійшов до списку її перших арбітрів і 1994 року отримав премію найкращого арбітра турніру. У березні 1995 року завершив суддівську кар'єру.
У грудні 1996 року він отримав спеціальну нагороду судді від ФІФА. Після цього він обіймав посаду директора та радника Японської футбольної асоціації (JFA), голови арбітрів JFA та суддівського інспектора. У серпні 2013 року був включений до Зали слави японського футболу.